# Russiw (Kolomyja)
Russiw (ukrainisch Русів; russisch Русов Russow; polnisch Rusów) ist ein Dorf im Osten der ukrainischen Oblast Iwano-Frankiwsk mit etwa 1100 Einwohnern (2004).
Das Dorf ist die einzige Ortschaft der gleichnamigen Landratsgemeinde im Rajon Snjatyn und befindet sich an der Regionalstraße P–20 etwa 11 km nördlich vom ehemaligen Rajonzentrum Snjatyn und 95 km südöstlich der Oblasthauptstadt Iwano-Frankiwsk.

## Geschichte
Der Ort wurde 1443 zum ersten Mal schriftlich erwähnt und lag damals in der Adelsrepublik Polen-Litauen in der Woiwodschaft Ruthenien. Er gehörte von 1772 bis 1918 zum österreichischen Galizien, nach dem Ende des Ersten Weltkrieges kam es als Rusów zu Polen, lag hier ab 1921 in der Woiwodschaft Stanislau, Powiat Śniatyn, Gmina Stecowa und war im Zweiten Weltkrieg ab September 1939 erst sowjetisch und von Sommer 1941 bis 1944 deutsch im Distrikt Galizien besetzt. 1944 kam das nunmehrige Russiw wiederum zur Sowjetunion, dort wurde es Teil der Ukrainischen SSR und ist seit dem Zerfall der Sowjetunion 1991 ein Teil der unabhängigen Ukraine.
Am 12. Juni 2020 wurde das Dorf ein Teil neu gegründeten Stadtgemeinde Snjatyn; bis dahin bildete es die Landratsgemeinde Russiw (Русівська сільська рада/Russiwska silska rada) im Nordosten des Rajons Snjatyn.
Am 17. Juli 2020 wurde der Ort Teil des Rajons Kolomyja.

## Persönlichkeiten
1871 kam im Dorf der Schriftsteller Wassyl Stefanyk und 1925 der Schriftsteller und Politiker Mykola Plawjuk zur Welt.